# ウィリー・クラース
ウィリー・クラース（Willy Claes、1938年11月24日 - ）は、ベルギーの政治家。社会党員。1994年10月17日から1995年10月20日まで北大西洋条約機構事務総長を務めた。

## 経歴
1964年、故郷のハッセルトの市議会議員に当選。1968年、ベルギー下院議員に選出される。
1972年、ガストン・エイスケン内閣の教育相として初入閣。1973年、エドモン・ルブルトン内閣の経済相に就任。第一次石油危機に際しエネルギー消費抑制策に手腕を発揮し、公共施設における暖房温度の規制や夜間の看板・ショーケースなどの照明の禁止にはじまり、高速道路の速度制限を時速100キロに設定したり、日曜の運転禁止などの対策を矢継ぎ早に打ち出した。
1977年から1982年および1988年から1992年にかけてもレオ・ティンデマンス、マルク・エイスケン、ウィルフリート・マルテンス各内閣において経済相を務めた。
その間、1983年に国務大臣(Ministre d'État)の称号を得ており、また第47次ベルギー下院議会（1988年 - 1991年）では議長を務めた。
1992年にはヨーロッパ社会党党首に就任。また第一次ジャン＝リュック・デハーネ内閣のもとで副首相兼外務大臣を務めた。
1994年、外務大臣を辞し、ドイツのマンフレート・ヴェルナーの後を受けてNATO事務総長に就任。しかし、経済相時代のベルギー国防軍のアグスタ社製ヘリコプター購入をめぐる収賄容疑が明るみに出て、1995年10月20日辞職（後任はスペインのハビエル・ソラナ）。大臣のかかわる事件であったため破棄院で審理されたが、1998年12月23日、執行猶予つきの懲役3年、公職からの5年間の追放が言い渡された。
しかし、2007年夏にベルギーが政治的混乱に陥った際に国王アルベール2世が状況打開のため居城に召集した国務大臣会議にも出席している。

## リンク
- NATO's Who is Who

| 外交職                                    | 外交職                          | 外交職                                    |
| ----------------------------------------- | ------------------------------- | ----------------------------------------- |
| 先代 セルジョ・バランチーノ (en) （代行） | NATO事務総長 第8代：1994 - 1995 | 次代 セルジョ・バランチーノ (en) （代行） |